# カルロス・パディージャ
カルロス・パディージャ（Carlos Padilla、男性、1989年8月1日 - ）は、コロンビアのプロボクサー。バランキージャ出身。

## 来歴
2010年1月7日、バランキージャのエスタディオ・メトロポリターノ・ロベルト・メレンデスでオスカル・サンドバルと対戦し、初回1分29秒KO勝ちを収めデビュー戦を白星で飾った。
2011年11月18日、バランキージャのコリセオ・エリアス・チェグウィンでハビエル・パチェコとコロンビアフェザー級王座決定戦を行い、10回3-0（2者が98-92、96-94）の判定勝ちを収め王座獲得に成功した。
2012年3月16日、バランキージャのコリセオ・クビエルト・エリアス・チェグウィンでジャン・ハビエル・ソテロと対戦し、10回1-0（96-94、95-95、95-95）の判定で引き分けたが初防衛に成功した。
2014年5月16日、アトランティコ県プエルト・コロンビアのコリセオ・クビエルトでアリスティデス・ペレスとWBAフェデラテンスーパーフェザー級暫定王座決定戦を行い、プロ初黒星となる12回0-3（102-107、102-105、102-106）の判定負けを喫し王座獲得に失敗した。
2014年11月8日、アトランティコ県ガラパのパルケ・ムンド・フェリスでフリオ・ゴメスとスーパーフェザー級契約6回戦を行い、3回1分1秒TKO勝ちを収め再起に成功した。
2015年3月21日、チアパス州タパチュラのパレンケ・デ・ラ・フェリア・メソアメリカーナでブライアン・バスケスの計量失格に伴い空位になったWBA世界スーパーフェザー級暫定王座決定戦でWBA世界スーパーフェザー級4位のエマヌエル・ロペスと行い、9回2分24秒TKO負けを喫し王座獲得に失敗した。
2019年3月9日、カリフォルニア州カーソンの ディグニティ・ヘルス・スポーツ・パーク・テニスコートで元WBA世界フェザー級王者のヘスス・クエジャルと対戦し、2回33秒KO負けを喫した。

## 獲得タイトル
- コロンビアフェザー級王座